# نصيح الدين العجلي
أبو بكر محمّد بن منير بن البطريق العِجلي الجزري (1179 - 2 يناير 1240) تاجر وشاعر عربي جزري من أهل القرن السادس الهجري/ الثاني عشر الميلادي. ولد في جزيرة ابن عمر ونشأ فيها. اشتغل بالتأديب وصار معلماً، ثم ترك التعليم وعمل تاجراً. كان من فصحاء الدهر وأدباء العصر وكان كثير الأسفار، مدح الأمراء والأعيان وله شعر كثير، ثم تاب وحج إلى بيت الله سنة ثلاثين وستمائة ومدح النبي محمد، ثم ترك الشعر وسافر إلى دمشق وفيها مات.

## سيرته
هو محمد بن منير بن البطريق بن منير بن عسكر بن أحمد بن يحيى بن الحسن، أبو بكر بن أبي النجم الِعجلي، قال ابن الشعار عن نسبه: اقتباس مضمن|زعم أنه من بني عجل بن لجيم، وكتب لي نسبه بخط يده، وجدتُ فيه خللاً، يجب إصلاحه، فلذلك لم أرفع فيه شيئاً من ذلك من أجداده.}}
ولد في جزيرة ابن عمر تخميناً سنة خمس أو ست وسبعين وخمسمائة، وخرج عنها حدثاً وهو ابن ثلاث عشرة سنة، وقدم الموصل، وتولع بالأدب وقول الشعر وتردد إلى الشيخ أبي الحرم، فقرأ عليه أدباً وشعراً.

ثم اشتغل بالتأديب وصار معلماً، ثم ترك التعليم، واستأجر دكاناً في الصفارين، فبقي فيها مدة، ثم عاد وفتح حانوتاً في قيسارية البز، وصار بزازاً ومع ذلك لم يترك صنعة الشعر. وكان يجمع بين التجارة والاستجداء بالشعر للملوك والأمراء والوزراء، واشتهر. ترك قول الشعر والاستجداء به وحج إلى مكة، سنة ثلاثين وستمائة، وقصد زيارة مسجد النبي ونظم قصيدة في النبي محمد وذلك في أوائل المحرم من سنة إحدى وثلاثين. و«تاب» عن الشعر بعدها.
عاد بعدها إلى الموصل فمكث فيها قليلاً، وخرج منها في تجارة متوجهاً إلى الشام، فقبض بيد التتر، فاستأصلوا ما كان يملكه، ثم رجع إلى سنجار، فأنعم عليه كمال الدين بن مهاجر، ورحل إلى حلب فنزل في بعض مدارسها مرتزقاً جامكية تصل إليه، وأدّب جماعة من أولاد أمرائها. ثم سافر إلى دمشق، فسكنها، وكتب بها الشروط، ومات فيها في سادس جمادى الآخرة سنة سبع وثلاثين وستمائة/ 2 كانون الثاني/يناير 1240 في المدرسة العادلية. 
قال عنه ابن الشعار الموصلي: اقتباس مضمن|وهو شاعر يضرب في الأرض ببنات أفكاره ويركب آماله إلى إدراك أوطاره، أشعر من ذكر في وقته، ذو قدرة على إنشاء الكلام ونحته، حسن الشعر صنعة، تنقاد له القوافي الشرد وتطيعه. وكان كثيراً ما يصف أشعاره إذا أنشدها، ويطرب لها إذا أوردها، متفنن في أنواع القريض وضروبه. وكان رجلاً قد طبعت طبيعته على الأخذ، وجبل طينته على الشخذ، من أشرس الناس خُلقاً، وأدناهم نفساً، سيء العشرة، ضيق العَطَن، كثير اللجاج.}}